# 鉅鹿県
鉅鹿県（きょろく-けん）は、中華人民共和国河北省にかつて存在した県。現在の邢台市平郷県南西部に相当する。巨鹿県とも表記される。
戦国時代には趙の領域であり、秦代になり現在の平郷県南西部に設置され、鉅鹿郡の郡治とされた。南北朝時代、北斉により廃止された。
秦末の騒乱時にはこの地で項羽と章邯の一大決戦が行われ（鉅鹿の戦い）、この戦いで章邯が敗れた事により秦の滅亡が決定付けられた。後漢末にはここから張角が太平道を起こし拠点を置いた。
隋代から現在にかけて河北省に鉅鹿県が存在するが、これは別県（漢代の鉅鹿郡南䜌県）である。